# Jules-Julien (Toulouse)
Pour les articles homonymes, voir Jules-Julien.
Jules-Julien est un quartier résidentiel de la ville de Toulouse, dans la Haute-Garonne, situé le long de l'avenue Jules-Julien.
Le quartier doit son nom à l'homme politique Jules Julien (1864-1935).
On y trouve :
- le nouveau théâtre Jules-Julien ;
- les écoles Jules Julien ;
- l'église Sainte Rita.

Le quartier Jules-Julien est accessible en métro par la ligne B, station Saint-Agne SNCF". Une station VélôToulouse est située côté pair, avant le pont SNCF.
La numérotation de l'avenue commence au niveau de la rocade et se termine au niveau du pont SNCF.